# Escapade (film, 1955)
Pour les articles homonymes, voir Escapade.

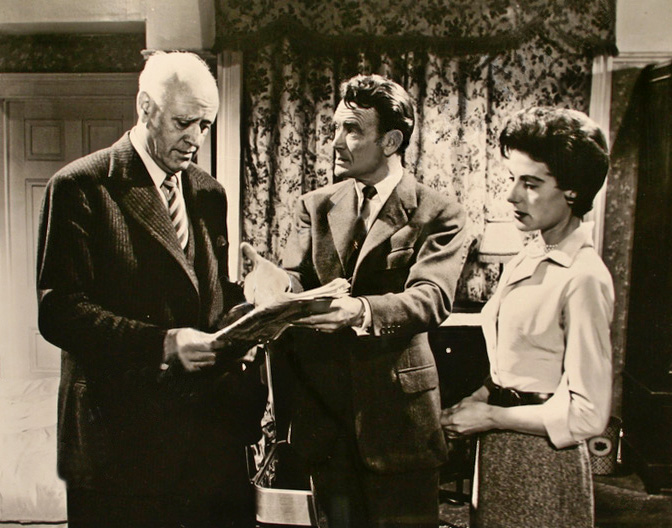
Alastair Sim, John Mills et Yvonne Mitchell dans une scène du film.

Escapade est un film britannique réalisé par Philip Leacock, sorti en 1955.

## Synopsis
Un homme est tellement préoccupé par une cause politique (la paix dans le monde) qu’il en néglige ses responsabilités familiales, ce qui conduit ses enfants à fuir la maison.

## Fiche technique
- Réalisation : Philip Leacock
- Scénario : Donald Ogden Stewart d'après la pièce Escapade de Roger MacDougall
- Producteurs : Daniel M. Angel, Hannah Weinstein
- Photographie : Eric Cross
- Montage : John Trumper
- Musique : Bruce Montgomery
- Production : Pinnacle Productions
- Distributeur : Eros Films, Distributors Corporation of America (US)
- Durée : 87 minutes[2]
- Date de sortie : 4 août 1955

## Distribution
- John Mills : John Hampden
- Yvonne Mitchell : Mrs. Stella Hampden
- Alastair Sim : Dr. Skillingworth
- Jeremy Spenser : L. W. Daventry
- Andrew Ray : Max Hampden
- Marie Lohr : Stella Hampden, Senior
- Colin Gordon : Deeson, Reporter
- Nick Edmett : Paton
- Peter Asher : Johnny Hampden
- Christopher Ridley : Potter
- Sean Barrett : Warren
- Colin Freear : Richard 'Young Skilly' Skillingworth
- Kit Terrington : Smith
- Mark Dignam : Sykes
- James Drake : Kirkland
- Sonia Williams : Miss Betts
- John Rae : Curly